# Город N
В уездном городе N было так много парикмахерских заведений и бюро похоронных процессий, что, казалось, жители города рождаются лишь затем, чтобы побриться, остричься, освежить голову вежеталем и сразу же умереть.
Город N (также уездный город N, губернский город N) — вымышленный топоним, используемый в русской литературе и искусстве для обозначения «провинциального, захолустного» города, уезда, губернии или иной административной единицы.
«Город N» встречается в «Ревизоре» Н. В. Гоголя, в рассказах и пьесах А. П. Чехова, в романе А. И. Герцена «Кто виноват?», в повести И. С. Тургенева «Ася», в произведениях Ф. М. Достоевского, Г. И. Успенского, в «Двенадцати стульях» Ильфа и Петрова, «Городе Эн» Л. И. Добычина, «Жаб Жабыче Сковородкине» Э. Н. Успенского, песнях "Уездный город N" группы "Зоопарк", «Система» группы «Порнофильмы» и во многих других произведениях. Аналогичную роль в художественных произведениях иногда играет название города «Энск» («Два капитана» В. А. Каверина, «Похищение Ирокезов» Ю. В. Сотника, «Сом» О. Вишни и др.).
Искусствовед и культуролог Михаил Казиник отмечает юмористическое обозначение уездный город NN в «Мёртвых душах» Гоголя — вместо вымышленного города появляется реальный Нижний Новгород.

## Образы города N в культуре
Литературный критик Степан Шевырёв (1804—1864) выделял в поэме Гоголя «Мёртвые души» ещё одно лицо, «живущее … своею полною, цельною жизнию и созданное комическою фантазиею поэта, которая в этом создании разыгралась вволю и почти отрешилась от существенной жизни», под которым он подразумевает город N. Этот город не является ни одним из губернских городов Российской империи, он составлен из многих данных, подмеченных автором в разных концах России и слитых в одно новое, странное целое.
Официальная часть города N, пишет Шевырёв, представлена губернатором, пренежным человеком, вышивающим по тюлю, прокурором, серьёзным и молчаливым, почтмейстером, остряком и философом, председателем палаты — рассудительным, любезным и добродушным человеком, полицмейстером — отцом и благодетелем, а также другими чиновниками, разделяющимися на толстых и тоненьких. Неофициальная часть состоит, «во-первых, из просвещённых людей, читающих „Московские ведомости“, Карамзина и проч., далее тюрюков, байбаков и дам, которые своих мужьёв называют ласковыми именами „кубышки“, „толстунчика“, „пузанчика“, „чернушки“, „кики“ и „жужу“. Очень редко называют их по имени с суффиксами -оньк и -еньк. Из сих последних особенно отличились две: дама просто приятная и дама приятная во всех отношениях».
В городе есть сад, в котором деревья «не выше тростника», однако в газетах сказано было по случаю иллюминации, что он «состоит из тенистых, широковетвистых дерев, дающих прохладу в знойный день». В городе разъезжают особенные экипажи, из которых замечательны дребезжалки и колесосвистки. «Нрав города предобрый, гостеприимный и самый простодушный, — пишет Шевырёв, — беседы у него носят печать какой-то особенной короткости, всё семейственно, все запанибрата и так, между собою. В карты ли город играет, у него на всякую масть и на всякую карту есть свои особенные поговорки и выражения. Между собою ли разговаривает, у него ко всякому имени своё присловьице, которым никто и не обижается». Критик отмечает, что если читатель хочет получить понятие об особенном языке этого города, то читателю следует прислушаться «к знаменитому рассказу почтмейстера, первого оратора городского, о капитане Копейкине».
Официальные дела в таком городе представлены как происходящие в семейном быту: «взятки, какой-то домашний, исстари принятый обычай, которому никто и не изумляется… При всём том, что этот город не есть ни один из наших известных городов губернских и создан насмешливою, игривою фантазиею поэта, — при всём том город так жив и естествен, что мы понимаем, как только в нём, а не в каком ином городе, Чичиков мог привести в исполнение часть своего необыкновенного отважного замысла».
Исследователь В. Л. Алексеева пишет, что в России, увидевшей образ Петербурга глазами Пушкина, и образ города N глазами Гоголя, становится невозможным воспринимать образ города без учёта восприятия поэтов и писателей.
Исследователь Н. А. Белова отмечает, что концепт «провинциальный город» в творчестве Гоголя, Салтыкова-Щедрина (Вятка, «История одного города»), Одоевского, Лермонтова («Тамбовская казначейша»), Грибоедова, (Саратов, упоминаемый как место ссылки Софьи в «Горе от ума») обретает в текстах иронические коннотации. Наиболее разработан концепт «провинциальный/уездный город» в прозе Гоголя. «Семиотика провинциального города, — пишет исследователь — наделяется следующими чертами: отсутствием движения времени, которое будто остановилось, дикостью нравов и анекдотичностью событий, сознанием ущербности, уязвимости уездной жизни… Концепт „уездный город“ у Н. В. Гоголя выполняет очень важную функцию, концентрируя в себе не только миражность русской жизни, но и мир земной, забывший о своем предназначении — быть отражением Града Небесного».
Город N упоминается и в «Двенадцати стульях». Хотя действие книги происходит в Советском Союзе, Ильф и Петров используют выражение «уездный город N». Этот факт объясняется тем, что ко времени действия романа, в 1927 году, менее четверти территории СССР оставалось вне нового районирования (реформа административно-территориального деления, фактически начашаяся в 1923 году, закончившись только шесть лет спустя; таким образом, слово «уездный» в этом словосочетании намекает на то, что описываемому захолустью вскоре предстоит исчезнуть).

## Город Энск на карте
В России нет городов с названием Энск, зато так в обиходе именуются некоторые города. Среди них Нижний Новгород, Новосибирск, Новокуйбышевск, Невинномысск.